# John Harrison
John Harrison (født 3. april [O.S. 24. marts] 1693, død 24. marts 1776) var en selvlært engelsk tømrer og urmager, der opfandt marine-kronometeret omkring 1759, en længe efterspurgt enhed til løsning af problemet med beregning af længdegrad til søs. Denne løsning revolutionerede navigationen og øgede i høj grad sikkerheden ved lange sørejser. Det problem, han løste, blev anset for så vigtigt efter Scilly-flådekatastrofen i 1707, at det britiske parlament tilbød økonomiske belønninger på op til £ 20.000 (2.810.000 £) under Længdegrad-loven af 1714.
Harrison blev nr. 39. i BBC's offentlige meningsmåling om de 100 største briter i 2002.